# Mission d'observation des Nations unies en Angola
La Mission d’observation des Nations unies en Angola (MONUA) était une mission de Force de maintien de la paix des Nations unies en Angola. Elle a été établie par la résolution 1118 du Conseil de sécurité des Nations unies du 30 juin 1997,. En raison de l'effondrement du processus de paix en Angola, le secrétaire général des Nations unies a recommandé au Conseil de sécurité des Nations unies de ne pas renouveler le mandat de la MONUA. La mission a officiellement pris fin le 26 février 1999, conformément aux dispositions de la résolution 1213,.
La MONUA a été la dernière mission de maintien de la paix en Angola, et a été précédée par trois autres missions de maintien de la paix : UNAVEM I, II et III.
La guerre civile angolaise a fait rage entre 1974 et 2002 et a été le conflit le plus long en Afrique. Depuis 1988, les Casques bleus étaient présents en Angola en tant qu'observateurs du conflit entre le mouvement communiste MPLA (Movimento Popular de Libertação de Angola), auquel appartient le président Jose Eduardo dos Santos, et l'UNITA (União Nacional para a Independência Total de Angola), à l'origine un mouvement maoïste.
Au début de la mission en 1997, la force de maintien de la paix des Nations unies était composée d'environ 3 500 soldats, observateurs et policiers, provenant de 17 pays. Ce nombre a été réduit à 400 en 1999, lorsque la mission a pris fin. Dix-sept Casques bleus sont morts au cours du conflit.
Depuis la fin de la MONUA, les forces de maintien de la paix de l'ONU ne sont plus présentes en Angola.

## Mandat

### Aspects politiques
La division des affaires politiques de la MONUA assisterait le représentant spécial du secrétaire général dans l'exécution du mandat politique de la mission. La division serait également :
- Suivre la normalisation de l'administration de l'État dans tout le pays ;
- Offrir ses bons offices et sa médiation aux niveaux provincial et local et participer aux organes officiels créés à cette fin ;
- Surveiller et vérifier l'intégration des éléments de l'UNITA dans les structures de l'État, comme prévu dans le protocole de Lusaka et les accords ultérieurs entre le gouvernement et l'UNITA, et aider à la résolution et à la gestion des conflits qui pourraient survenir ;
- Promouvoir, en coordination avec d'autres composantes, un climat de confiance et d'entente nationale en établissant une présence dans les principales zones de population et les zones de tension.

### Questions de police
Avec le retrait du personnel militaire des Nations unies et la normalisation progressive de l'administration de l'État sur l'ensemble du territoire angolais, la composante de police civile de la MONUA serait :
- Vérifier la neutralité de la police nationale angolaise ;
- Vérifier l'incorporation du personnel de l'UNITA dans la police nationale ;
- Vérifier le cantonnement et le déploiement occasionnel de la police de réaction rapide ;
- vérifier la libre circulation des personnes et des biens ;
- Accorder une attention particulière au respect des droits et libertés civils et politiques ;
- Effectuer des patrouilles conjointes avec la police nationale angolaise, en particulier dans les zones anciennement contrôlées par l'UNITA ;
- Inspecter les prisons et, si nécessaire, établir sa présence temporaire dans les postes et commissariats de la police nationale ;
- Surveiller et vérifier la collecte des armes récupérées auprès de la population civile ;
- Superviser le stockage ou la destruction de ces armes ;
- Superviser les mesures de sécurité pour les dirigeants de l'UNITA.

### Questions relatives aux droits de l'homme
La composante " droits de l'homme " de la MONUA le ferait :
- Contribuer à la promotion des droits de l'homme et à la prévention de leur violation dans le pays ;
- Contribuer à développer les capacités des institutions nationales et des organisations non gouvernementales dans le domaine des droits de l'homme ;
- Enquêter de manière adéquate sur les allégations d'abus et prendre les mesures appropriées.

### Aspects militaires
La composante militaire de la MONUA le ferait :
- Vérifier le respect des différents aspects du régime de cessez-le-feu ;
- Enquêter sur les allégations de mouvements de troupes offensifs, la présence de tout élément armé de l'UNITA et l'existence de caches d'armes ;
- Surveiller le démantèlement des postes de contrôle et des postes de commandement de l'UNITA ;
- Surveiller l'intégration des soldats de l'UNITA dans les forces armées angolaises.

### Aspects humanitaires
L'unité de coordination de l'aide humanitaire le ferait :
- Soutenir la démobilisation des anciens combattants de l'UNITA et leur réinsertion sociale ;
- Suivre la situation d'urgence et maintenir une capacité de réponse aux besoins humanitaires au fur et à mesure de leur apparition ;
- Servir de point focal pour l'information, la liaison avec les donateurs et la coordination des opérations humanitaires par le biais d'un réseau établi de conseillers de terrain dans les provinces clés.

## Contributeurs de personnel militaire
36 pays ont mis à contributions leurs armées :

Argentine, Bangladesh, Bolivie, Brésil, Bulgarie, Congo, Égypte, Espagne, France, Gambie, Ghana, Guinée-Bissau, Hongrie, Inde, Jordanie, Kenya, Malaisie, Mali, Namibie, Nouvelle-Zélande, Nigeria, Norvège, Pakistan, Pays-Bas, Pologne, Portugal, Roumanie, fédération de Russie, Sénégal, République slovaque, Suède, Tanzanie, Ukraine, Uruguay, Zambie et Zimbabwe

## Pertes
Cette mission a dû déplorer la perte de 17 personnes
- 9 militaires ;
- 1 police civile ;
- 5 membres du personnel civil international ;
- 1 personnel local ;
- 1 autre.